# Lieksa
Lieksa – miasto położone w środkowej Finlandii w regionie Karelia Północna.
Zostało założone w połowie XVII wieku. Jest zamieszkiwane przez około 13 tysięcy mieszkańców. Znajduje się w nim piękny dwór z XIX wieku zaprojektowany przez architekta Engla.